# لشک چیخی
لِشِک چیخی (لهستانی: Leszek Cichy؛ ‏ تلفظ لهستانی: [ˈlɛʂɛk ˈt͡ɕixɨ]؛ ‏ زادهٔ ۱۴ نوامبر ۱۹۵۱) کوهنورد، زمین‌سنج، سرمایه‌گذار و کارآفرین اهل لهستان است. دلیل شهرت او، انجامِ نخستین صعود زمستانی به کوه اورست به‌همراه کریستف ویلیچکی در سال ۱۹۸۰ است که رکورد صعود زمستانی ۸٬۸۴۸ متری را به‌جای گذاشت. او همچنین نخستین کوهنورد لهستانی بود که «هفت قله» و همچنین تعدادی از قله‌های معتبر دیگر را فتح کرد.